# Gaspard Ernouf
Pour les articles homonymes, voir Ernouf.
 (juillet 2019).
Si vous disposez d'ouvrages ou d'articles de référence ou si vous connaissez des sites web de qualité traitant du thème abordé ici, merci de compléter l'article en donnant les références utiles à sa vérifiabilité et en les liant à la section « Notes et références ».
Gaspard Auguste Ernouf, né le 8 décembre 1777 à Alençon et mort le 25 octobre 1848 à Paris XIIe, est un militaire français.

## Biographie
Fils de Jean Ernouf, volontaire dans le 1er bataillon de son département le 1er octobre 1791, il partit pour l’armée du Nord et se trouva, en 1793, aux affaires de Respon et de Hondscoote contre les Anglais, ainsi qu’au déblocus de Maubeuge, où il reçut un coup de feu qui lui fit une forte contusion au bras.
Nommé adjoint aux adjudants-généraux le 6 frimaire an II, il assista à la bataille de Fleurus et passa, le 5 pluviôse an IV, en qualité de sous-lieutenant, dans le 2e régiment de chasseurs à cheval à l’armée de Sambre-et-Meuse.
Dans une reconnaissance qu’il fit sur la route d’Aschaffenbourg, le 6 messidor de la même année, il enleva, à la tête d’un détachement de 8 cavaliers, un parti ennemi de 30 hommes qui gardait un dépôt de 450 sacs de farine et de 2 000 sacs d’avoine.
Devenu lieutenant le 5 pluviôse an V, et capitaine le 5 thermidor an VI, il servit à l’armée de l'Ouest en l’an VII, se rendit à la fin de prairial an VIII à celle d’Italie, et fit les campagnes des ans IX et X au corps d'observation du Midi et dans le pays de Naples.
Attaché en l’an XII à la réserve de cavalerie de l’armée des côtes de l'Océan, il y fut nommé membre de la Légion d'honneur le 25 prairial, et passa l’année suivante en Hanovre, d’où il partit dans le courant de l’an XIV pour rejoindre la Grande Armée.
S’étant cassé la jambe en tombant de cheval pendant la route, il fut recueilli chez le maréchal Lefebvre, qui le prit comme aide de camp le 15 mai 1806, et lui fit obtenir le grade de chef d’escadron devant Dantzig, le 17 mars 1807.
Employé en Espagne en 1808 et à la grande armée d’Allemagne en 1809, il fut mis en non-activité après la paix de Vienne, par suite de l'entrée du maréchal Lefebvre au Sénat.
Le 22 octobre 1813, rappelé en activité et envoyé en qualité d’officier supérieur au corps d’armée d'Italie, il y fut fait adjudant-commandant chef d’état-major à la demande du Vice-Roi, le 15 mars 1814.
Entré en non-activité à la paix et créé chevalier de Saint-Louis le 24 août suivant, officier de la Légion d’honneur le 17 janvier 1815, il n’exerça aucun emploi dans les Cent-Jours et fut admis à la retraite le 11 février 1824. Une ordonnance royale du 19 mai lui conféra le grade honorifique de maréchal de camp.